# Božidar Maljković
Božidar Maljković (Otočac, 20. travnja 1952.), srbijanski je košarkaški trener. Jedan je od najuspješnijih europskih trenera. U gotovo svakom klubu osvojio je po neku titulu, posebno se ističu titule  Eurolige s tri različita kluba:  Jugoplastikom,  Limogesom i  Panathinaikosom. Trenutačno je trener Slovenske košarkaške reprezentacije.
U kategoriji trenera izabrani je 2019. godine u Kuću slave splitskog športa.

## Klubovi
- Ušće: 1971. – 1979.
- OKK Radnički: 1979. – 1981.
- Crvena zvezda: 1981. – 1986. (asistent)
- Jugoplastika: 1986. – 1990.
- Barcelona: 1990. – 1992.
- Limoges: 1992. – 1995.
- Panathinaikos: 1995. – 1997.
- Paris Basket Racing: 1997. – 1998.
- Unicaja: 1998. – 2003.
- Real Madrid: 2004. – 2006.
- Saski Baskonia: 2007. – 2010.
- Slovenija: 2011.
- Cedevita: srpanj 2012. - studeni 2012.
- Slovenija: 2013.

## Vanjske poveznice
- Službene stranice  Arhivirana inačica izvorne stranice od 8. srpnja 2011. (Wayback Machine)